# Dawn of a New Century
Dawn of a New Century är det fjärde albumet av den irländsk-norska duon Secret Garden. Albumet släpptes av Philips Records 1999.

## Låtlista
| Nr | Titel                 | Längd |
| -- | --------------------- | ----- |
| 1  | Moongate              | 4:31  |
| 2  | Prayer                | 4:35  |
| 3  | Elan                  | 3:12  |
| 4  | Dreamcatcher          | 4:37  |
| 5  | Sona                  | 4:22  |
| 6  | In Our Tears          | 4:42  |
| 7  | Children of the River | 3:51  |
| 8  | Evensong              | 4:27  |
| 9  | Lore of the Loom      | 3:22  |
| 10 | Aria                  | 4:21  |
| 11 | Divertimento          | 2:53  |
| 12 | Aquarell              | 4:38  |
| 13 | Dawn of a New Century | 6:14  |